# На шляху до слави
«На шляху до слави» (англ. Bound for Glory) — американська біографічна драма 1976 року. Фільм брав участь в конкурсній програмі 30-го Каннського міжнародного кінофестивалю.

## Сюжет
Біографія Вуді Гатрі, одного з найбільш великих фолк-музикантів Америки. Він залишив свій рідний спустошений Техас в 1930-х роках, щоб знайти роботу, і відкрив для себе страждання і силу робітничого класу Америки.

## У ролях
| Актор           | Роль                              |
| --------------- | --------------------------------- |
| Девід Керрадайн | Вуді Гатрі                        |
| Ронні Кокс      | Озарк Буле                        |
| Мелінда Діллон  | Мері, дружина Вуді / Мемфіс Сью   |
| Гейл Стрікленд  | Полін                             |
| Джон Лен        | Локк, менеджер радіостанції       |
| Джі-Ту Кумбука  | Слім Снедеджер, бродяга на поїзді |
| Ренді Куейд     | Лютер Джонсон, трудящий мігрант   |
| Елізабет Мейсі  | Ліз, дружина Джонсона             |
| Сьюзен Вейл     | Гвен Гатрі                        |
| Сара Вейл       | Гвен Гатрі                        |
| Александра Мокк | Сью Гатрі                         |
| Кімберлі Мокк   | Сью Гатрі                         |